# 4742 Каліюмі
4742 Каліюмі (4742 Caliumi) — астероїд головного поясу, відкритий 26 листопада 1986 року.
Тіссеранів параметр щодо Юпітера — 3,374.